# Fallen Angel (canción de Erasure)
«Fallen Angel» es el cuadragésimonoveno sencillo del dueto inglés de música electrónica Erasure, que fue publicado de manera digital el 22 de octubre de 2020.

«Fallen Angel» es el tercer corte del álbum The Neon fue presentado con un video adonde aparecen nuevamente dos estrellas dragqueens y cuenta la historia de una chica que va a ver a una tarotista.

## Lista de temas

### Sencillo
| Descarga virtual 1. Fallen Angel |

### Vinilo Naranja 12"
| Descarga virtual 1. Fallen Angel (Georgia Remix) 2. Hey Now (Think I Got a Feeling) (Nimmo Extended Dub) 3. Nerves of Steel (Bright Light Bright Light Remix) 4. Shot A Satellite (Initial Talk Extended Dub) 5. Hey Now (Think I Got a Feeling) (Daybreakers Dub) 6. Nerves of Steel (Extended Version) |

## Créditos
Fallen Angel es una canción escrita por Vince Clarke y Andy Bell.

## Datos adicionales
El 4 de diciembre de 2020, se editó The Neon Singles, que contiene en formato físico los tres sencillos extraídos del álbum The Neonː Hey Now (Think I Got A Feeling), Nerves of Steel y Fallen Angel.